# Evangelisch-lutherisches Pfarrhaus (Dillingen an der Donau)

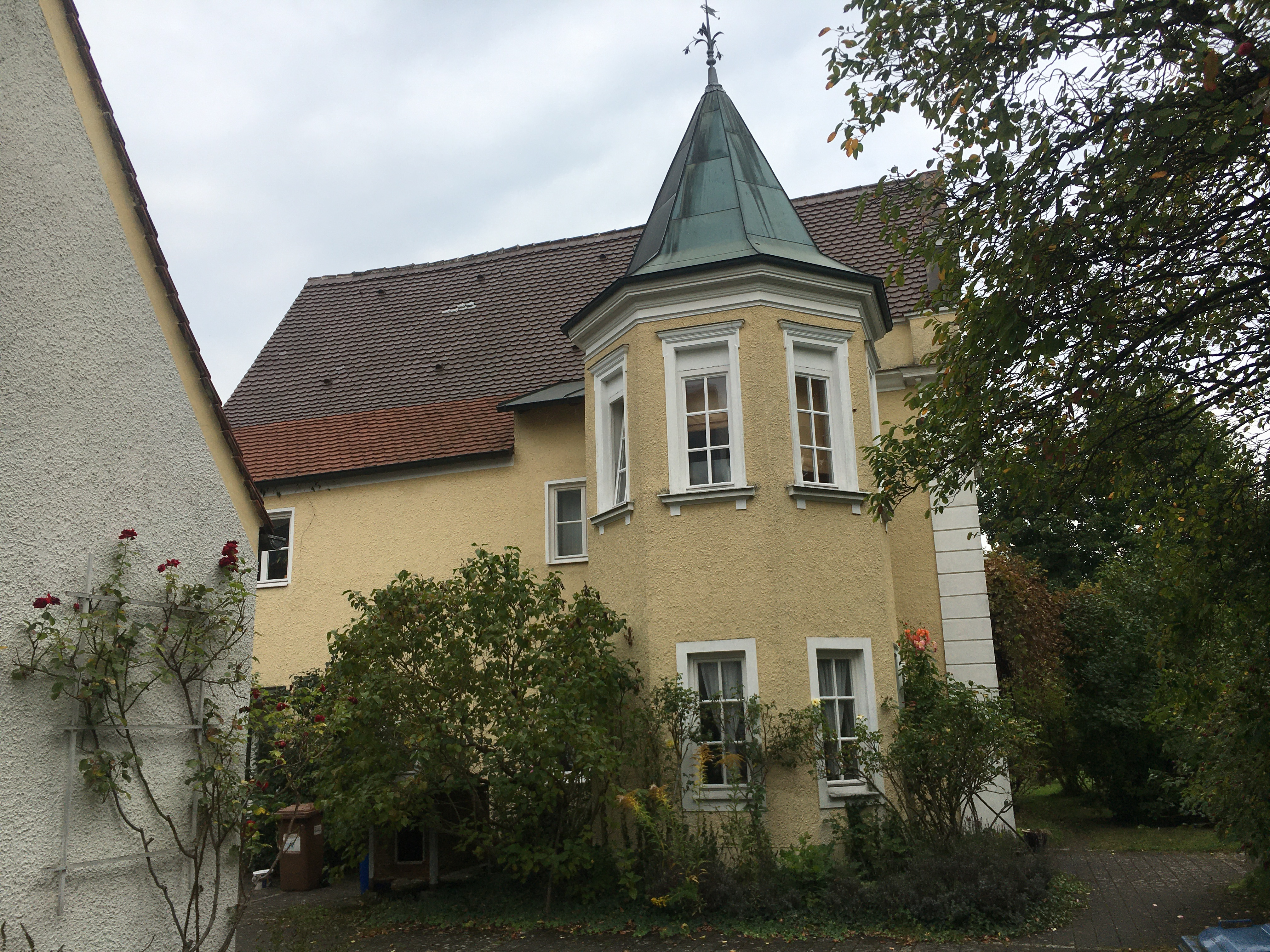
Evangelisch-lutherisches Pfarrhaus

Das Evangelisch-lutherische Pfarrhaus in Dillingen an der Donau, der Kreisstadt des Landkreises Dillingen an der Donau im bayerischen Regierungsbezirk Schwaben, wurde um 1900 errichtet. Das Pfarrhaus am Martin-Luther-Platz 3 ist ein geschütztes Baudenkmal.
Der zweigeschossige Neurenaissance-Bau mit polygonalem Erkerturm steht neben der evangelisch-lutherischen Katharinenkirche aus den Jahren 1891/92.